# Abida occidentalis
Abida occidentalis is een slakkensoort uit de familie van de Chondrinidae. De wetenschappelijke naam van de soort is voor het eerst geldig gepubliceerd in 1888 door Fagot.